# Batalla de Fancheng
La batalla de Fancheng (樊城之戰) va ser lluitada entre les forces de Liu Bei i les de Cao Cao en el preludi del període dels Tres Regnes en l'antiga Xina. S'anomenà així per Fancheng (o Ciutat Fan, 樊城) una ciutat que és ara el Districte Fancheng de la ciutat Xiangfan.

## Antecedents
Després d'unificar el nord de la Xina l'any 200 amb la victòria a la batalla de Guandu, Cao Cao va preparar una campanya al sud de la província de Jing, governada per Liu Biao. Invasions menors dirigides per Xiahou Dun foren rebutjades per Liu Bei, vassall de Liu Biao i les forces estaven estacionats a Xinye, a la frontera nord de la província de Jing. Després d'això, Cao Cao va liderar personalment als seus exèrcits al sud per atacar la província de Jing el setè mes del calendari lunar de 208. La batalla dels Penya-segats Rojos i la captura de la província de Jing per Liu Bei va confirmar la separació del sud de la Xina del cor del nord, la vall del riu Groc (黃河), i també va anunciar un eix nord-sud d'hostilitats que va durar durant segles.

## Batalla
Prenent la iniciativa després de diversos contratemps de Cao Cao, Guan Yu va atacar el seu territori, i després d'una inundació al riu Han en la qual Cao Cao va quedar atrapat sofrint 40.000 baixes i 30.000 homes foren capturats, les restes del seu exèrcit es van refugiar a Fancheng, i aprofitant una disputa entre Liu Biao i Sun Quan, va llençar una contraofensiva que va obligar a Guan Yu a retirar-se.

## Conseqüències
Quan Guan Yu va tornar al sud, va descobrir que les seves bases de rereguarda a Jiangling i Gong'an s'havien rendit a Lü Meng, el comandant de l'exèrcit de l'oest de Sun Quan. Lü Meng va mantenir ostatges a les esposes i fills dels homes de Guan Yu, però ells i els ciutadans de la província de Jing foren tractats amb la màxima cura. Els soldats de Guan Yu, en sentir que la província de Jing havia caigut a mans de Sun Quan i les seves famílies estaven en bones mans, van perdre la seva voluntat de lluitar i desertar.
Guan Yu, amb només un grapat d'homes, van quedar aïllats a Maicheng amb les forces de Sun Quan en tres costats i Cao Cao al nord. Quan Guan Yu va intentar escapar, ell i els seus seguidors supervivents, entre ells el seu fill Guan Ping, el seu comandant Zhao Lei, van ser capturats en una emboscada a Zhang pels generals de Sun Quan Zhu Ran i Pa Zhang. Guan Yu va ser posteriorment executat per Sun Quan en Linju, juntament amb Guan Ping i Zhao Lei.